# Emden (månekrater)
Emden er et nedslagskrater på Månen. Det befinder sig på den nordlige halvkugle på Månens bagside og er opkaldt efter den schweiziske astrofysiker og meteorolog Jacob Robert Emden (1862 – 1940).
Navnet blev officielt tildelt af den Internationale Astronomiske Union (IAU) i 1970. 

## Omgivelser
Emdenkrateret ligger nordvest for det større Rowlandkrater og øst-nordøst for Tikhovkrateret. 

## Karakteristika
Emden er blevet stærkt beskadiget af senere nedslag, hvilket har medført, at randen er nedslidt og irregulær, og at kraterbunden er dækket af kratere. Randens vestlige halvdel er især beskadiget, og næsten hele dens kant og indre kratervæg er dækket af overlappende kratere. Det mest fremtrædende af disse er et, som ligger langs den sydlige væg. Der ligger et sammenfaldende kraterpar i kraterbundens vestlige del og et sammensluttet kraterpar i den nordøstlige del. Bundens mest intakte del er den sydøstlige, omend overfladen også her er mærket af mange småkratere.

## Satellitkratere
De kratere, som kaldes satellitter, er små kratere beliggende i eller nær hovedkrateret. Deres dannelse er sædvanligvis sket uafhængigt af dette, men de får samme navn som hovedkrateret med tilføjelse af et stort bogstav. På kort over Månen er det en konvention at identificere dem ved at placere dette bogstav på den side af satellitkraterets midte, som ligger nærmest hovedkrateret. Emdenkrateret har følgende satellitkratere:
| Emden | Længde  | Bredde   | Diameter |
| ----- | ------- | -------- | -------- |
| D     | 64,4° N | 171,1° V | 47 km    |
| F     | 63,5° N | 171,1° V | 20 km    |
| M     | 61,3° N | 177,0° V | 25 km    |
| U     | 64,7° N | 177,9° Ø | 38 km    |
| V     | 65,8° N | 177,5° Ø | 35 km    |
| W     | 66,4° N | 178,3° Ø | 25 km    |

## Måneatlas
- Billeder af Emdenkrateret i LPI-måneatlasset